# Sáltojávrásj (Jokkmokks socken, Lappland, 734549-165985)
Sáltojávrásj (äldre stavning Saltojauratj) är en sjö i Jokkmokks kommun i Lappland och ingår i Piteälvens huvudavrinningsområde. Sjön har en area på 0,0954 kvadratkilometer och ligger 544,1 meter över havet. Sáltojávrásj ligger i Udtja Natura 2000-område.

## Delavrinningsområde
Sáltojávrásj ingår i det delavrinningsområde (734609-165832) som SMHI kallar för Mynnar i Reunajåkkå. Medelhöjden är 552 meter över havet och ytan är 23,06 kvadratkilometer. Det finns inga avrinningsområden uppströms utan avrinningsområdet är högsta punkten. Saltojåkkå som avvattnar avrinningsområdet har biflödesordning 4, vilket innebär att vattnet flödar genom totalt 4 vattendrag innan det når havet efter 161 kilometer. Avrinningsområdet består mestadels av skog (57 procent) och sankmarker (40 procent). Avrinningsområdet har 0,27 kvadratkilometer vattenytor vilket ger det en sjöprocent på 1,2 procent.